# Dvorac straha
Dvorac straha je 16. epizoda strip serijala Dilan Dog. Objavljena je u bivšoj Jugoslaviji kao specijalno izdanje Zlatne serije u izdanju Dnevnika iz Novog Sada u novembru 1988. godine. Koštala je 1.600 dinara. Imala je 94 strane. Priča se nastavlja u DD-17 u epizodi pod nazivom Dama u crnom.

## Originalna epizoda
Naslov originalne epizode glasi Il castello della paura. Objavljena je premijerno u Italiji 1. januara 1988. Epizodu je napisao Ticiano Sklavi, a nacrtali Montanari & Grassani. Naslovnicu je nacrtao Klaudio Vilja.

## Kratak sadržaj
Prolog. U dvorcu lorda Blendingsa Trećeg u sred zime majordom Desmond, pomoćnica Amabel i glavna domaćica Mildred zatiču lorda Harolda Blendingsa ubijenog u svojoj fotelji u zaključanoj sobi. Lord je ubijen na brutalan način tako što mu je potpuno oljuštena koža sa lica. Svim se učinilo da su pre nego što su otkrili ubistvo videli ženu obučenu u crno kako, kao duh, ulazi u Lordovu sobu kroz zatvorena vrata.
Glavna priča: Nedelju dana kasnije, Petulija, jedna od četvoro naslednika lorda Blendingsa dolazi kod Dilana da ga zamoli za pomoć. Lord je ostavio testament u kome naslednike poziva da provedu nedelju dana u njegovom dvorcu. Ako budu živi posle nedelju dana, raspodeliće nasledstvo u iznosu od dva miliona funti. Ubrzo nakon dolaska, Logan, jedan od naslednika nestaje, a preostalima u dvorcu se neprekidno priviđa osoba u crnom. Petulija objašnjava Dilanu da se radi o Dami u crnom po imenu Vivijan, koja je bila žena lorda Blendingsa Prvog, koji je bio sadista i ubio je mučenjem. Pre smrti Vivijen je nosila crninu i iz očaja ga prevarila sa konjušarem. Lord Blendings ju je ubio stavljajući joj kiselinu na lice, ali Vivijen se digla iz mrtvih i proklela njega i njegove potomke. Od tada svi naslednici lorda Blendingsa Prvog umiru na isti način, a Dama u crnom se pojavljuje u blizini ubistava.

## Inspiracija hevi metal muzikom
Dok razgovara s Petulijum u svojoj kancelariji, Dilan pušta ploču grupe Demon, pesmu "Into the Nightmare" sa albuma Night of Demon iz 1981. godine.

## Prethodna i naredna epizoda
Prethodna epizoda nosi naslov Kanal 666 (#15), a naredna Dama u crnom (#17).